# Tom Parker (chanteur)
Pour les articles homonymes, voir Tom Parker et Parker.
Thomas Anthony Parker, dit Tom Parker, né le 4 août 1988 à Bolton (Angleterre) et mort le 30 mars 2022 à Bromley (Angleterre), est un chanteur britannique. Il est connu pour avoir été un des membres du boys band britannique The Wanted.
En 2013, Tom Parker est apparu avec ses camarades de groupe dans la série de télé-réalité The Wanted Life diffusée sur la chaîne E!. Après la séparation du groupe survenue en 2014, il décide de se lancer dans une carrière solo. En octobre 2020, à l'âge de 32 ans, une tumeur du cerveau inopérable lui est diagnostiquée. Les membres du groupe The Wanted décident alors de se réunir en septembre 2021, mais Tom Parker succombe des suites de sa tumeur du cerveau le 30 mars 2022, à l'âge de 33 ans,.

## Biographie

### Débuts
Thomas Anthony Parker naît le 4 août 1988 à Bolton, dans le comté métropolitain du Grand Manchester, en Angleterre. Il a appris à jouer de la guitare à l'âge de seize ans après avoir essayé la guitare de son frère aîné. Il a ensuite auditionné pour The X Factor, mais n'a pas passé le premier tour. Il a étudié la géographie à l'université métropolitaine de Manchester, mais a abandonné ses études pour se consacrer à une carrière de chanteur professionnel. Tom Parker a rejoint un groupe hommage à Take That connu sous le nom de Take That II et a fait une tournée dans le nord de l'Angleterre, avant de rejoindre le groupe The Wanted en 2009.

### Carrière
En 2009, Jayne Collins organise une audition collective pour former un boys band, après avoir lancé avec succès Parade et The Saturdays. Tom Parker est alors auditionné et sélectionné comme l'un des cinq membres, avec Nathan Sykes, Siva Kaneswaran, Max George et Jay McGuiness, parmi les milliers d'autres qui ont auditionné. Le groupe est alors formé et ils travaillent ensemble sur leur premier album avant de trouver un nom pour leur groupe, The Wanted. Leur premier single All Time Low est sorti le 25 juillet 2010 et a débuté à la première place du UK Singles Chart. Ils ont ensuite connu d'autres succès avec des chansons comme Heart Vacancy, Glad You Came, Chasing the Sun et I Found You. En 2013, dans le but d'attirer l'attention du marché musical américain, le groupe a joué dans sa propre série de télé-réalité diffusée sur la chaîne E!. La série, appelée The Wanted Life, n'a été diffusée que pendant une saison. En janvier 2014, le groupe The Wanted annonce leur décision de se séparer.
Tom Parker est également à l'époque un DJ passionné et collabore avec Richard Rawson sur un titre intitulé Fireflies, qui est sorti en août 2014,. En mai 2015, il participe à la version britannique de Celebrity MasterChef et est éliminé lors des demi-finales de la compétition,. En octobre 2015, il publie un single solo intitulé Undiscovered ainsi que son propre site web et ses dates de tournée. En février 2016, il est confirmé que Tom Parker remplace Tina Hobley dans l'émission The Jump sur la chaîne Channel 4 après qu'elle soit tombée sur son bras et se soit disloquée le coude. Il termine finalement à la troisième place. En 2017, Tom Parker a tenu le rôle de Danny Zuko dans la tournée britannique de la comédie musicale Grease,. Il a mis son mariage en attente pour la tournée.

## Vie personnelle
Tom Parker a épousé Kelsey Hardwick en 2018. Leur fille, Aurelia Rose, est née en juillet 2019, et leur fils, Bodhi Thomas, en octobre 2020,,.

### Maladie et décès
Le 12 octobre 2020, Tom Parker annonce qu'on lui avait diagnostiqué un glioblastome de grade 4 qui est inopérable. Il a été victime d'une crise en juillet 2020 et a été placé sur la liste d'attente pour une imagerie par résonance magnétique (IRM), avant de faire une crise lors d'un voyage en famille. En janvier 2021, il annonce sur Instagram que sa tumeur du cerveau a été « considérablement réduite » et qu'il poursuit son traitement. En septembre 2021, Tom Parker donne un concert caritatif spécial au Royal Albert Hall, au profit de l'association Stand Up to Cancer. L'événement est appelé Inside My Head et d'autres artistes tels que Becky Hill, McFly ou encore Liam Payne sont présents pour l'occasion. Au cours de cet évènement, il retrouve pour la première fois ses compagnons du groupe The Wanted depuis leur séparation survenue en janvier 2014. Le 3 novembre 2021, Tom Parker annonce sur Twitter que sa tumeur au cerveau est stable : « J'ai reçu les résultats de mon dernier scanner... et je suis ravi de dire qu'elle est stable ».
Tom Parker décède des complications d'un glioblastome le 30 mars 2022 à Bromley, dans le Grand Londres, à l'âge de 33 ans,,.
Des hommages sont rendus à Tom Parker par ses anciens camarades du groupe The Wanted : Max George a déclaré qu'il avait « le cœur brisé au-delà des mots » et Nathan Sykes a affirmé que « leurs vies ne seraient plus jamais les mêmes », tandis que Siva Kaneswaran a déclaré qu'il était reconnaissant d'avoir eu la chance d'être témoin du véritable courage de Tom Parker,,. Le groupe s'est dit « dévasté par le décès tragique et prématuré » avant d'ajouter que « Tom était un mari extraordinaire pour Kelsey, et le père d'Aurelia et Bodhi. Il était notre frère, les mots ne peuvent exprimer la perte et la tristesse que nous ressentons. Pour toujours dans nos cœurs ». De nombreuses autres célébrités et personnalités publiques ont rendu hommage à Tom Parker et l'épisode de Pointless Celebrities diffusé le 2 avril 2022, que George et lui avaient enregistré l'année précédente, lui est dédié.

## Discographie

### AvecThe Wanted

#### Albums studio
- 2010 : The Wanted
- 2011 : Battleground
- 2013 : Word of Mouth

#### Compilation
- 2021 : Most Wanted: The Greatest Hits

#### Extended play
- 2012 : The Wanted: The EP

## Filmographie
- 2013 : Chasing the Saturdays : lui-même (épisode: #DeepFriedSats)[32]
- 2013 : The Wanted Life : lui-même (7 épisodes)[33]
- 2015 : Celebrity Masterchef : un candidat (vice-champion)[34]
- 2018 : The Real Full Monty : lui-même (participant)[35],[36]
- 2021 : Tom Parker: Inside My Head : lui-même (documentaire de Channel 4)[37]
- 2022 : Pointless Celebrities : un candidat (Gagnant du jackpot ; l'épisode lui est dédié)[38]